# Fatima Nur
Fatima Faduma Nur, född 19 juli 1960, är en folkpartistisk landstingspolitiker i Stockholm med eget mandat efter att 2003 lämnat Moderaterna. Hon kom till Sverige som 14-åring från Somalia och är utbildad förskollärare. 
Hon var sommarvärd i P1:s radioprogram Sommar 6 juli 2004.